# بوانت-نوار
بوانت-نوار (بالفرنسية: Pointe-Noire)‏ هي مدينة من مدن جمهورية الكونغو. يبلغ عدد سكانها 715,334 نسمة وذلك حسب إحصائيات سنة 2007،[بحاجة لمصدر] يبلغ ارتفاع المدينة عن سطح البحر قرابة 14 متر وتبلغ مساحتها 1144 كم².

## المناخ
يظهر الجدول التالي التغييرات المناخية على مدار السنة لبوانت-نوار:
| البيانات المناخية لـبوانت-نوار                                         | البيانات المناخية لـبوانت-نوار | البيانات المناخية لـبوانت-نوار | البيانات المناخية لـبوانت-نوار | البيانات المناخية لـبوانت-نوار | البيانات المناخية لـبوانت-نوار | البيانات المناخية لـبوانت-نوار | البيانات المناخية لـبوانت-نوار | البيانات المناخية لـبوانت-نوار | البيانات المناخية لـبوانت-نوار | البيانات المناخية لـبوانت-نوار | البيانات المناخية لـبوانت-نوار | البيانات المناخية لـبوانت-نوار | البيانات المناخية لـبوانت-نوار |
| الشهر                                                                  | يناير                          | فبراير                         | مارس                           | أبريل                          | مايو                           | يونيو                          | يوليو                          | أغسطس                          | سبتمبر                         | أكتوبر                         | نوفمبر                         | ديسمبر                         | المعدل السنوي                  |
| ---------------------------------------------------------------------- | ------------------------------ | ------------------------------ | ------------------------------ | ------------------------------ | ------------------------------ | ------------------------------ | ------------------------------ | ------------------------------ | ------------------------------ | ------------------------------ | ------------------------------ | ------------------------------ | ------------------------------ |
| متوسط درجة الحرارة الكبرى °م (°ف)                                      | 30.6 (87.1)                    | 30.9 (87.6)                    | 31.5 (88.7)                    | 31.3 (88.3)                    | 29.7 (85.5)                    | 27.5 (81.5)                    | 25.8 (78.4)                    | 25.7 (78.3)                    | 26.8 (80.2)                    | 28.6 (83.5)                    | 29.3 (84.7)                    | 29.7 (85.5)                    | 29.0 (84.1)                    |
| المتوسط اليومي °م (°ف)                                                 | 27.5 (81.5)                    | 27.6 (81.7)                    | 27.9 (82.2)                    | 27.7 (81.9)                    | 26.8 (80.2)                    | 24.4 (75.9)                    | 22.9 (73.2)                    | 23.1 (73.6)                    | 24.3 (75.7)                    | 26.2 (79.2)                    | 26.8 (80.2)                    | 26.9 (80.4)                    | 26.0 (78.8)                    |
| متوسط درجة الحرارة الصغرى °م (°ف)                                      | 24.3 (75.7)                    | 24.3 (75.7)                    | 24.4 (75.9)                    | 24.2 (75.6)                    | 23.8 (74.8)                    | 21.4 (70.5)                    | 20.0 (68.0)                    | 20.4 (68.7)                    | 21.8 (71.2)                    | 23.8 (74.8)                    | 24.1 (75.4)                    | 24.0 (75.2)                    | 23.0 (73.5)                    |
| الهطول مم (إنش)                                                        | 151.8 (5.98)                   | 183.6 (7.23)                   | 154.0 (6.06)                   | 92.7 (3.65)                    | 45.7 (1.80)                    | 2.2 (0.09)                     | 1.7 (0.07)                     | 5.7 (0.22)                     | 17.1 (0.67)                    | 96.6 (3.80)                    | 126.1 (4.96)                   | 153.9 (6.06)                   | 1٬031٫1 (40.59)                |
| المصدر: Normales et records pour la période 2000-2016 à Pointe-Noire , |                                |                                |                                |                                |                                |                                |                                |                                |                                |                                |                                |                                |                                |

## الإدارة والتقسيم الإداري
بوانت نوار هي بلدية مقسمة إلى ستة أحياء حضرية (مناطق):
- لومومبا، المنطقة الأقدم، وهي المركز الإداري والتجاري.
- مفوومفو
- تييه تييه
- لوانجيلي
- مونغو مبوكو
- نجويو

بوانت نوار هي أيضًا مقاطعة تضم منطقة البلدية، ومنذ عام 2011، مقاطعة تشيامبا نزاسي، والتي كانت في السابق جزءًا من مقاطعة كويلو.

## الاقتصاد

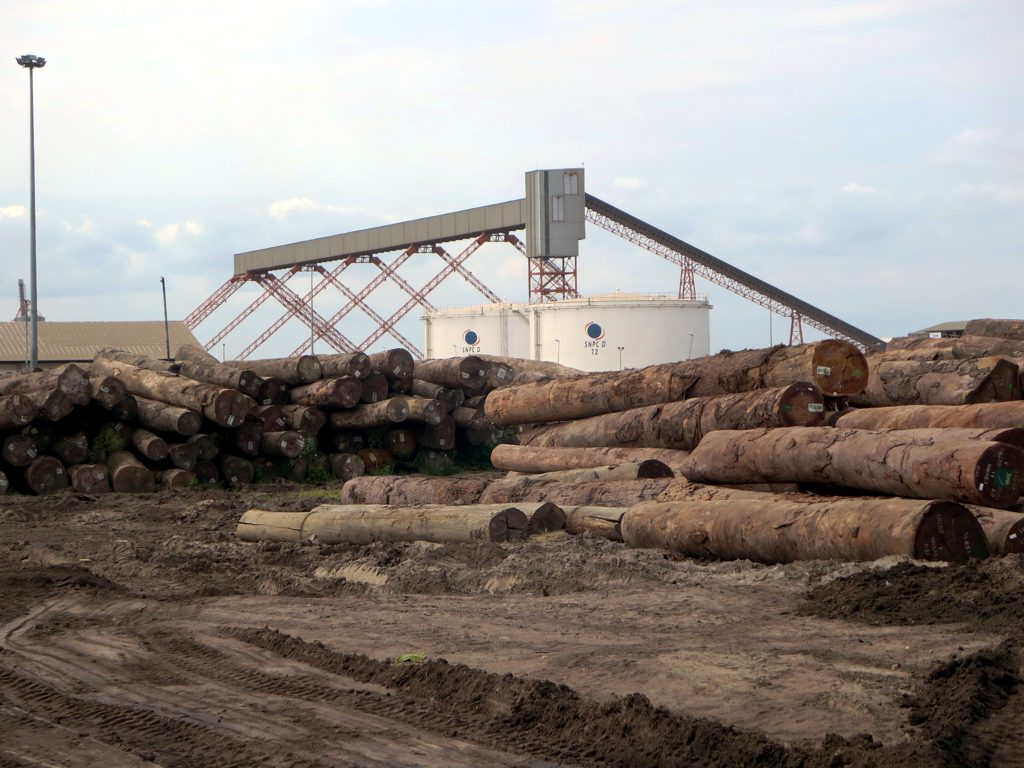
الأخشاب المخصصة للتصدير في ميناء بوانت نوار

تعتبر بوانت نوار المركز الأساسي لصناعة النفط في جمهورية الكونغو، أحد أكبر منتجي النفط في وسط أفريقيا. وقد استغلت شركة Elf Aquitaine الفرنسية النفط الكونغولي على نطاق واسع منذ اكتشافه حوالي عام 1980.
تشتهر بوانت نوار أيضًا بصناعة صيد الأسماك، والتي غالبًا ما تتعارض مع تطوير النفط. ويقال إن المياه المحلية تتعرض للصيد الجائر. وفي السابق، كانت مدينة بوانت نوار موطنًا لاستغلال البوتاس مما أدى إلى بناء رصيف مغلق حاليًا أمام الجمهور.

## توأمة
لبوانت-نوار اتفاقيات توأمة مع كل من:
- نيو أورلينز (1990 - )[16]
- لو هافر (15 مارس 1984 - )[17]

## أعلام
- جان جاك ندومبا
- ألفرد راؤول
- باريل موكو
- آلان مابانكو
- هاردي بينغويلا

## روابط خارجية
- Decalo S., Thompson V. & Adloff R. 1984. Historical dictionary of Congo Pg 244-245. USA: The Scarecrow Press, Inc.
- MSN Map - elevation = 1m[وصلة مكسورة]